# Cerithidea cingulata
Cerithidea cingulata là một loài ốc biển kích thước trung bình-nhỏ hoặc mud snails, là động vật thân mềm chân bụng sống ở biển trong họ Potamididae.

## Hình ảnh

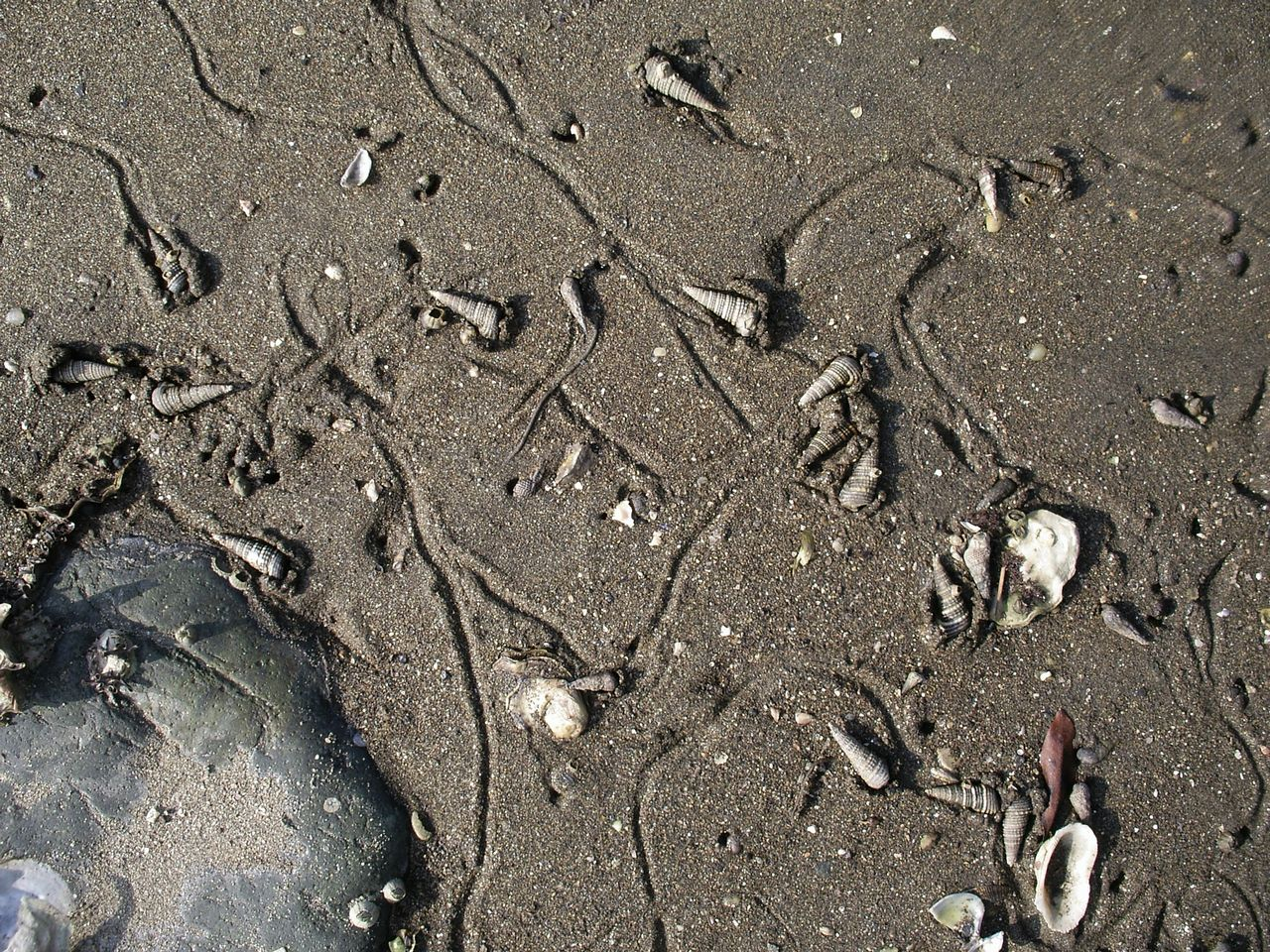
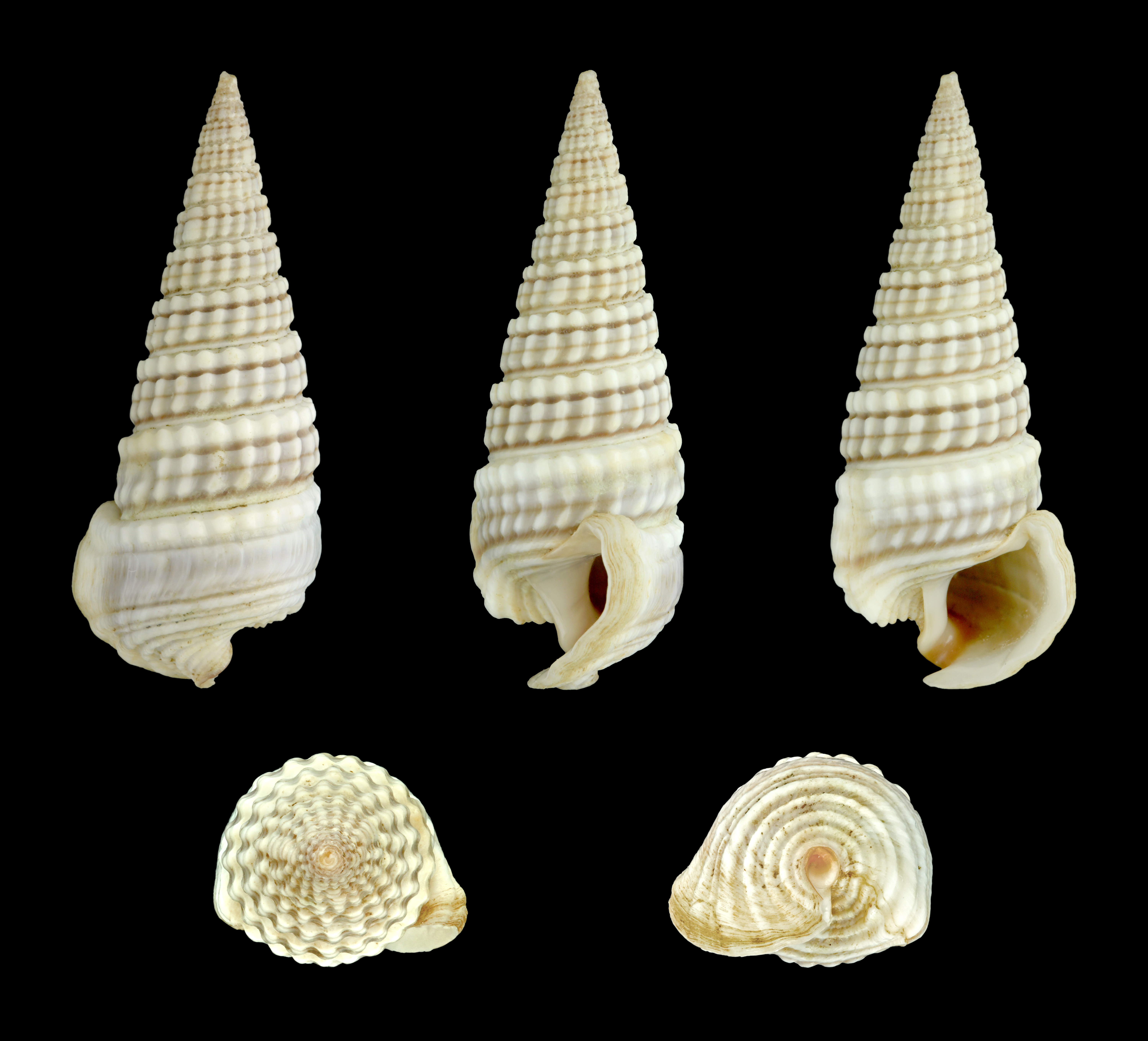
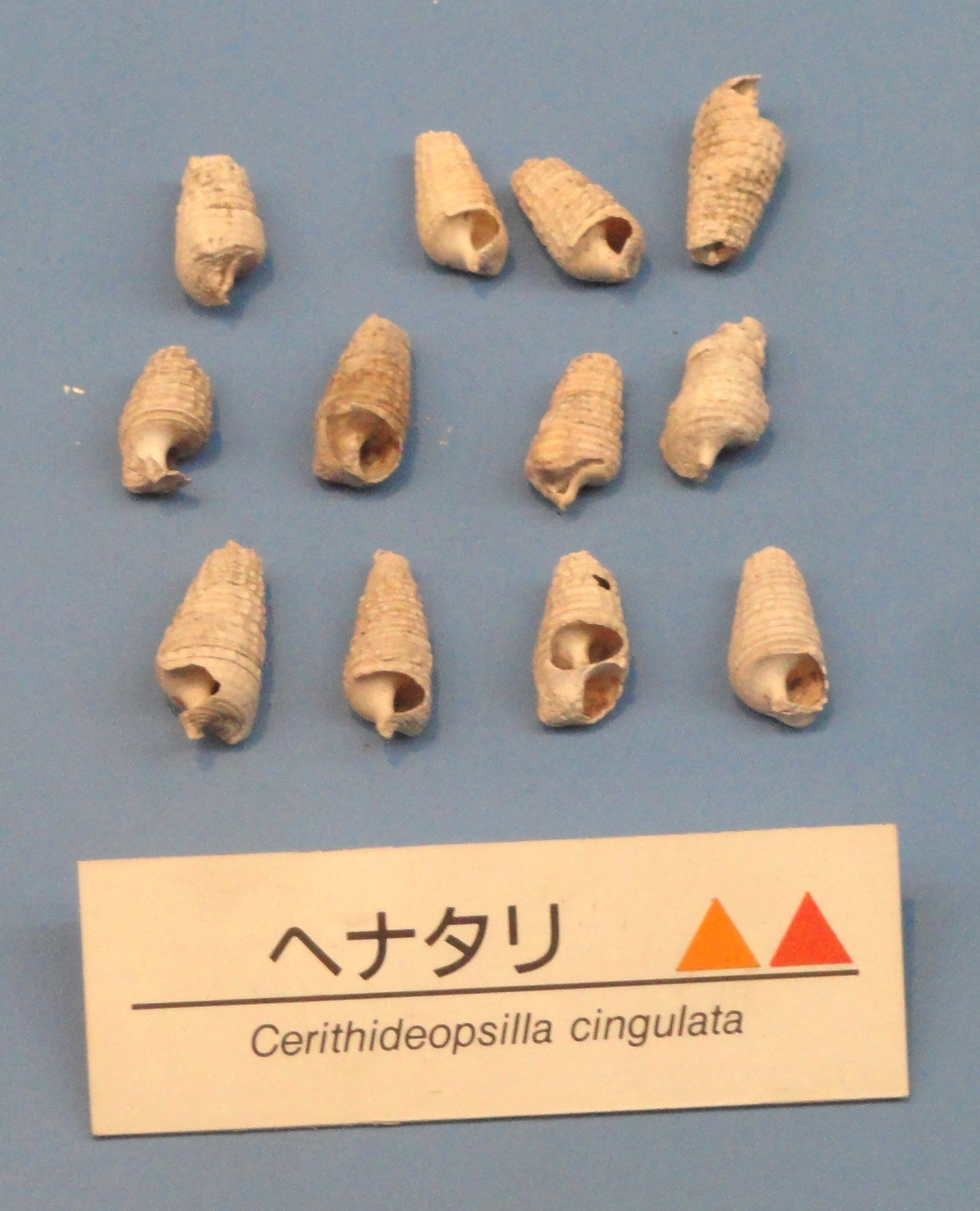
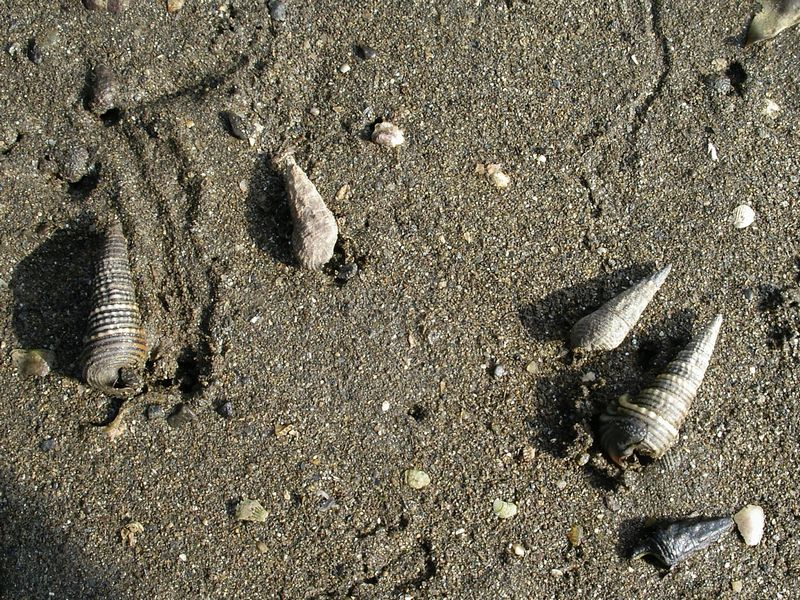